# Ignasi Iglesias
Ignasi Iglesias Pujadas (San Andrés de Palomar, 1871-Barcelona, 1928) fue un dramaturgo y poeta español. Vinculado al movimiento del modernismo, escribió en catalán.

## Biografía

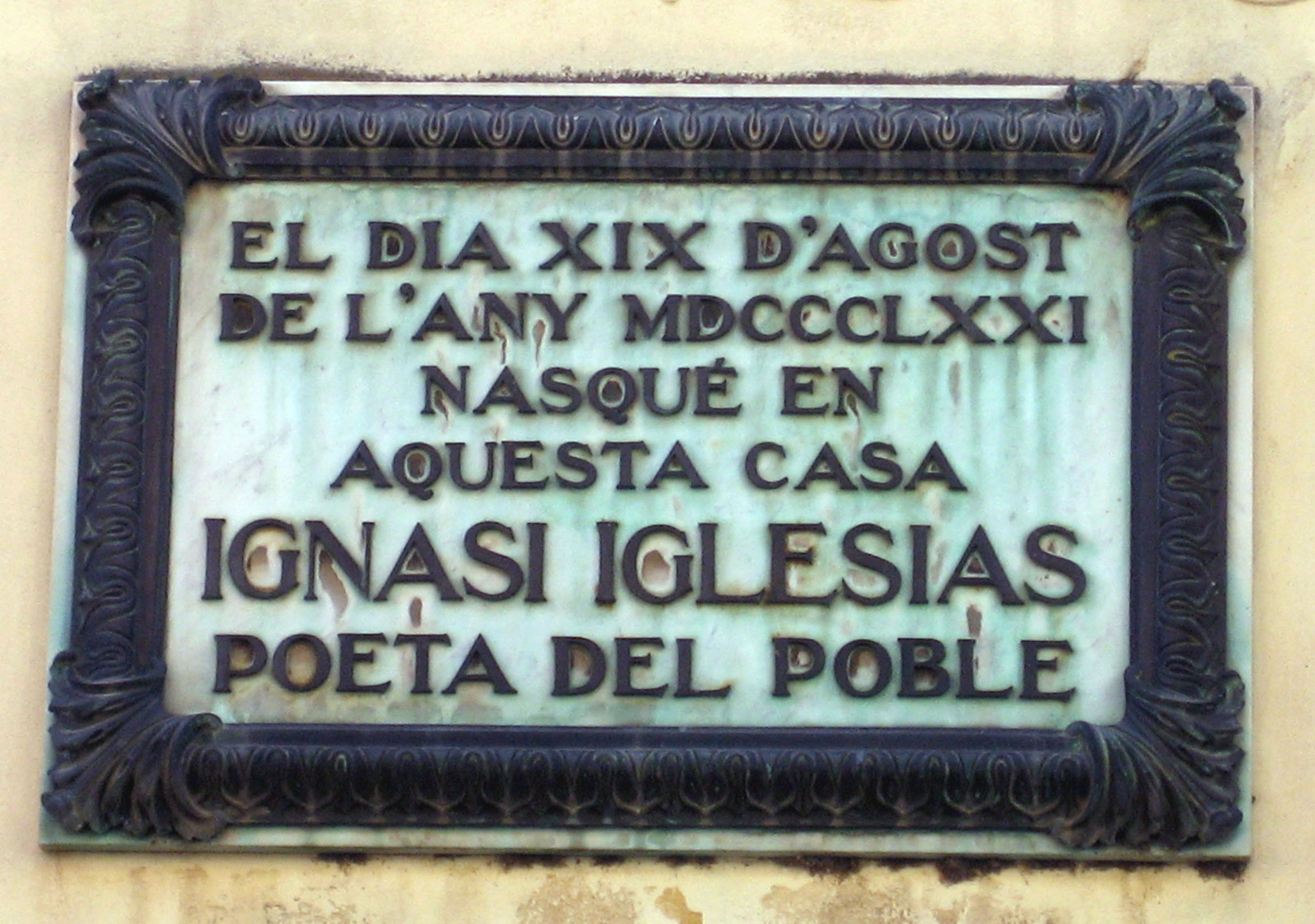
Placa en su casa natal

Nacido en el antiguo municipio barcelonés de San Andrés del Palomar el 19 de agosto de 1871, estuvo fuertemente influido por los modernistas (grupo de l'Avenç) y por el dramaturgo noruego Henrik Ibsen. Su primer gran éxito lo consiguió con L'escurçó (1894). Hizo obras de clara línea ibseniana como L'argolla (1894) y Fructidor (1897). Se consagró con el estreno de diversas obras de éxito en el teatro Romea (Barcelona), como El cor del poble (1902), Ells vells (1904)-que fue traducida a otros idiomas- y Les garses (1905). Con la venida del novecentismo entró en una crisis estética que le mantuvo un largo tiempo sin escribir. Finalmente, reapareció con dramas más aburguesados como  La llar apagada (1926). Falleció el 9 de octubre de 1928 en Barcelona, tras sufrir un ataque de hemiplejia.
Para Federica Montseny sería «Ignacio Iglesias, el que, con Guimerá y Rusiñol, llevó al apogeo el periodo del Renacimiento catalán».
Sus poesías fueron publicadas en Ofrenes (1902) y posteriormente en otras ediciones póstumas.

## Fondo personal
El fondo Ignasi Iglesias fue cedido por la viuda del dramaturgo al Archivo Histórico de la Ciudad de Barcelona, en noviembre de 1930. Este fondo personal, catalogado por su viuda, consta de 56 obras impresas, 23 manuscritos y diversas carpetas con fotografías, críticas a sus obras de teatro, extractos de discursos y conferencias, entrevistas periodísticas, documentos relativos a homenajes, distinciones y adhesiones.